# Lyen
Lyen är en sjö i Alvesta kommun och Värnamo kommun i Småland och ingår i Lagans huvudavrinningsområde. Sjön har en area på 3,96 kvadratkilometer och ligger 175 meter över havet. Sjön avvattnas av vattendraget Skålån (Storån). Vid provfiske har bland annat abborre, braxen, gers och gös fångats i sjön.

## Delavrinningsområde
Lyen ingår i det delavrinningsområde (633342-141212) som SMHI kallar för Utloppet av Lyen. Medelhöjden är 185 meter över havet och ytan är 16,97 kvadratkilometer. Räknas de 61 avrinningsområdena uppströms in blir den ackumulerade arean 938,22 kvadratkilometer. Skålån (Storån) som avvattnar avrinningsområdet har biflödesordning 2, vilket innebär att vattnet flödar genom totalt 2 vattendrag innan det når havet efter 177 kilometer. Avrinningsområdet består mestadels av skog (64 procent). Avrinningsområdet har 3,96 kvadratkilometer vattenytor vilket ger det en sjöprocent på 23,3 procent.

## Fisk
Vid provfiske har följande fisk fångats i sjön:
- Abborre
- Braxen
- Gärs
- Gös
- Löja
- Mört
- Sarv